# Episodi di Geni per caso (prima stagione)
La prima stagione della serie televisiva Geni per caso è andata in onda originariamente su Network Ten dal 27 febbraio al 20 agosto 2004. In Italia il telefilm è stato mandato in onda in esclusiva da Disney Channel dal 13 settembre 2004 e, in seguito, in prima TV in chiaro su Rai 3 dal 21 marzo 2005.
| nº | Titolo originale        | Titolo italiano           | Prima TV Australia | Prima TV Italia   |
| -- | ----------------------- | ------------------------- | ------------------ | ----------------- |
| 1  | The Gift                | Tyrannosaurus Rex         | 27 febbraio 2004   | 13 settembre 2004 |
| 2  | Secrecy                 | Il segreto                | 5 marzo 2004       |                   |
| 3  | Election                | Le elezioni               | 12 marzo 2004      |                   |
| 4  | Smart Judo              | Arti marziali             | 19 marzo 2004      |                   |
| 5  | Hologram                | Ologrammi                 | 26 marzo 2004      |                   |
| 6  | Amazon Lab              | Laboratorio verde         | 2 aprile 2004      |                   |
| 7  | Invisible Car           | L'auto invisibile         | 16 aprile 2004     |                   |
| 8  | Double Date             | Doppio appuntamento       | 23 aprile 2004     |                   |
| 9  | Birthday Party          | Festa a sorpresa          | 30 aprile 2004     |                   |
| 10 | Love Potion Number Nine | Pozione d'amore           | 9 aprile 2004      |                   |
| 11 | Nanobots                | Nanorobot                 | 7 maggio 2004      |                   |
| 12 | Surveillance            | Videosorveglianza         | 14 maggio 2004     |                   |
| 13 | Centenary Ball          | Una regia micidiale       | 21 maggio 2004     |                   |
| 14 | Secret Lab              | Esperimento segreto       | 28 maggio 2004     |                   |
| 15 | Exploding Melon         | Il cocomero esplosivo     | 4 giugno 2004      |                   |
| 16 | Fame                    | Fame di successo          | 11 giugno 2004     |                   |
| 17 | Transporter             | Teletrasporto             | 18 giugno 2004     |                   |
| 18 | Weird Date              | Il campione               | 25 giugno 2004     |                   |
| 19 | Excursion               | L'escursione              | 2 luglio 2004      |                   |
| 20 | Nanna                   | La nonna                  | 9 luglio 2004      |                   |
| 21 | Virtual Game            | Memoria virtuale          | 16 luglio 2004     |                   |
| 22 | Russ Rampant            | Genio volante             | 23 luglio 2004     |                   |
| 23 | Tractor Beam            | La trappola               | 30 luglio 2004     |                   |
| 24 | Clone Vyner             | Il clone                  | 6 agosto 2004      |                   |
| 25 | Checkmate               | Scacco matto              | 13 agosto 2004     |                   |
| 26 | End Game                | La chiave della genialità | 20 agosto 2004     |                   |

## Tyrannosaurus Rex
- Titolo originale:
- Diretto da:
- Scritto da:

### Trama
Toby ed Elizabeth sono due giovani liceali della Sandy Bay School del tutto normali. Lui è un ragazzo simpatico e maldestro; lei una giovane timida e studiosa, segretamente innamorata di lui. Durante il loro primo giorno di scuola dopo le vacanze, Toby ed Elizabeth devono svolgere un compito per il loro professore di scienze, ma qualcosa va storto all'interno del laboratorio e i due vengono colpiti da un raggio che li fa diventare geni della scienza. La prima invenzione di Toby, un uovo di dinosauro, sfugge al suo controllo e rischia di seminare distruzione.
flash geniale: Toby &  Elizabeth

## Il segreto
- Titolo originale:
- Diretto da:
- Scritto da:

### Trama
Toby ha un lampo di genio che gli permette di superare con il massimo dei voti il compito in classe di scienze. Elizabeth vuole far credere al prof. Tesslar che Toby ha copiato, altrimenti potrebbe scoprire il loro segreto.
flash geniale: Toby 

## Le elezioni
- Titolo originale:
- Diretto da:
- Scritto da:

### Trama
Toby candida Dina contro Elizabeth nelle elezioni del rappresentante di classe. Elizabeth mette fuori gioco l'altro candidato, Sean, e cerca di ostacolare Dina con il suo genio.
flash geniale: Toby &  Elizabeth

## Arti marziali
- Titolo originale:
- Diretto da:
- Scritto da:

### Trama
Russell ha problemi con Garth, il bullo della scuola. Toby aiuta l'amico fabbricandogli un kimono di judo che gli permette di mettere Garth al tappeto.
flash geniale: Toby &  Elizabeth

## Ologrammi
- Titolo originale:
- Diretto da:
- Scritto da:

### Trama
Elizabeth vuole che il prof. Tesslar tolga a Dina l'incarico di rappresentante di classe per darlo a lei. Ci riesce e Toby decide di vendicare Dina usando una macchina di ologrammi contro lei.
flash geniale: Toby 

## Laboratorio verde
- Titolo originale:
- Diretto da:
- Scritto da:

### Trama
Elizabeth chiede in prestito dei bonsai alla preside Vayner e nel frattempo elabora una pozione che farà cadere i capelli a Dina, visto che lei è gelosa perché la sua nemica è la compagna di studi di Sean. Nel frattempo Russ rovescia un acceleratore di crescita organica, inventato da Toby per aiutare Dina, sui bonsai della preside Vayner, ma Toby ed Elizabeth riusciranno a far tornare tutto a posto.
flash geniale: Toby &  Elizabeth(2)

## L'auto invisibile
- Titolo originale:
- Diretto da:
- Scritto da:

### Trama
Russell ammacca con lo skate l'automobile del prof. Tesslar. Toby, per farla riparare e guadagnare tempo, la vernicia con una tintura invisibile, ma Elizabeth la porta via e fa credere che Russell abbia commesso un furto.
flash geniale: Toby 

## Doppio appuntamento
- Titolo originale:
- Diretto da:
- Scritto da:

### Trama
Finalmente Dina riesce ad avere un appuntamento al cinema con Sean, ma lo stesso pomeriggio deve lavorare al caffè. Toby le costruisce un robot che la sostituirà al lavoro, ma non tutto andrà per il verso giusto.
flash geniale: Toby 

## Festa a sorpresa
- Titolo originale:
- Diretto da:
- Scritto da:

### Trama
Toby e Russell organizzano una festa a sorpresa per Bianca sulla spiaggia. Elizabeth non vuole perché è l'unica non invitata, così creerà un macchinario che cambierà le condizioni del tempo, ma attraverso un altro colpo di genio, Toby riuscirà a salvare la festa.
flash geniale: Toby &  Elizabeth

## Pozione d'amore
- Titolo originale:
- Diretto da:
- Scritto da:

### Trama
Toby e Russell non hanno accompagnatrici per il ballo scolastico. Garth e Russ abusano di una pozione di ferormoni creata da Toby e alla festa succede un disastro.
flash geniale: Toby 

## Nanorobot
- Titolo originale:
- Diretto da:
- Scritto da:

### Trama
Il prof. Tesslar decide che nessuno, Elizabeth compresa, avrà la chiave del laboratorio di scienze perché trova le apparecchiature sempre danneggiate. Elizabeth ha bisogno di quella chiave per i suoi esperimenti e, grazie ai nanorobot, riesce a duplicarla.
flash geniale: Toby &  Elizabeth

## Videosorveglianza
- Titolo originale:
- Diretto da:
- Scritto da:

### Trama
La preside Vayner ordina al prof. Tesslar di sorvegliare il laboratorio con la videocamera. Toby scopre che Elizabeth è stata ripresa mentre usava un raggio riducente.
flash geniale: nessuno

## Una regia micidiale
- Titolo originale:
- Diretto da:
- Scritto da:

### Trama
Il prof. Tesslar affida ad Elizabeth la regia dello spettacolo scolastico per il centenario della scuola, ma è talmente antipatica ai suoi compagni che Tesslar decide poi di dare l'incarico a Dina. Elizabeth vuole vendicarsi su Dina in un modo terribile: le farà cadere addosso la campana della scuola.
flash geniale: Toby &  Elizabeth

## Esperimento segreto
- Titolo originale:
- Diretto da:
- Scritto da:

### Trama
Inizia il nuovo semestre e tutto sembra tranquillo, ma Elizabeth ha costruito un laboratorio segreto(per passare devi attraversare un muro) di cui nemmeno Toby conosce l'esistenza. Darà a Garth il suo raggio riducente per ridurre al minimo delle dimensioni delle bombole d'ossigeno che si trovano nel magazzino della scuola. Quel pomeriggio Dina era lì e Garth rimpicciolisce anche lei. 
flash geniale: nessuno 

## Il cocomero esplosivo
- Titolo originale:
- Diretto da:
- Scritto da:

### Trama
Toby, Dina e Russell lavorano insieme ad un progetto di scienze nel quale devono far crescere il più possibile un cocomero.
flash geniale: Toby (2)

## Fame di successo
- Titolo originale:
- Diretto da:
- Scritto da:

### Trama
Elizabeth inventa un make-up femminile che cambia colore a seconda dell'umore della ragazza truccata ed ha intenzione di mostrarlo a tutti durante la sfilata scolastica.
flash geniale: Toby

## Teletrasporto
- Titolo originale:
- Diretto da:
- Scritto da:

### Trama
Elizabeth ha inventato il teletrasporto e sfrutta questa invenzione per vendere i suoi cosmetici senza essere vista.
Russell scopre involontariamente il laboratorio segreto ed Elizabeth lo teletrasporta su un camion in partenza.
flash geniale: Toby &  Elizabeth

## Il campione
- Titolo originale:
- Diretto da:
- Scritto da:

### Trama
Toby ha un appuntamento con Bianca e decide di portarla in un videogioco.
Toby ha manomesso il gioco per ottenere un punteggio altissimo e fare colpo su Bianca, ma non tutto va come previsto.
flash geniale: Toby 

## L'escursione
- Titolo originale:
- Diretto da:
- Scritto da:

### Trama
La classe di Toby ed Elizabeth è in gita in un bosco.
Mentre Elizabeth è alle prese con un servizio fotografico, Toby e gli altri cercano Bianca che è misteriosamente scomparsa.
flash geniale: Toby

## La nonna
- Titolo originale:
- Diretto da:
- Scritto da:

### Trama
La nonna di Toby è in visita. Lui, nel frattempo, ha costruito un tunnel temporale con il quale vorrà cercare di scoprire ciò che è successo la sera in cui è diventato un genio. Sua nonna, rimarrà vittima dell'invenzione del nipote e questo la porterà a tornare come era da bambina.
flash geniale: Toby 

## Memoria virtuale
- Titolo originale:
- Diretto da:
- Scritto da:

### Trama
Toby pensa che sia arrivato il momento di scoprire come è diventato un genio, ma il problema è che di quella sera, non ricorda nulla. Allora inventa un macchinario che rielaborerà i frammenti di ricordi che ha, per ricostruire l'evento.
flash geniale: Toby 

## Genio volante
- Titolo originale:
- Diretto da:
- Scritto da:

### Trama
La più grande passione di Russ è lo skateboard. Toby, mentre cerca la chiave della genialità, trasforma l'amico in un genio. In questo modo Russel modificherà il suo skate, per fare una grande prestazione.
flash geniale: Russ (2)

## La trappola
- Titolo originale:
- Diretto da:
- Scritto da:

### Trama
Toby non ce la fa più a sopportare i malefici di Elizabeth così, con l'aiuto di Dina e Russ le dà appuntamento a scuola in palestra. Lì tenterà di toglierle i poteri ma proprio mentre sta per farlo arriva il Professor Tesslar.
flash geniale: Toby

## Il clone
- Titolo originale:
- Diretto da:
- Scritto da:

### Trama
Toby, dopo esser stato scoperto in palestra fuori dalle lezioni, mentre cercava di togliere a Elizabeth i poteri di genio, rischia l'espulsione. Elizabeth cerca di trattenerlo a scuola perché gli serve per scoprire la chiave della genialità. La preside e il professor Teslar non l'ascoltano, quindi lei cerca di corrompere la signorina Vayner per ottenere quello che vuole. Quest'ultima si arrabbia, allora Elizabeth crea un suo clone per farle fare quello vuole e manda la vera preside in Giappone. Il clone della Vayner revoca l'espulsione di Toby e licenzia Teslar. Elizabeth è praticamente padrona della scuola dato che controlla il clone.
flash geniale: Elizabeth

## Scacco matto
- Titolo originale:
- Diretto da:
- Scritto da:

### Trama
Elizabeth cerca nel laboratorio di Toby la chiave della genialità. Lui ovviamente anche se si accorge del trucco, promette a Elizabeth che non avrà mai la chiave della genialità neanche se avesse voluto torturarlo. Elizabeth non si arrende, rapisce Bianca e chiede come riscatto a Toby come ha fatto a diventare un genio. Toby non si arrende, decide che salverà Bianca grazie a un nuovo "colpo di genio". Teslar con un trucco capisce che la preside non è la vera signorina Veyner e sospetta sia un clone (che peraltro sta invecchiando precocemente).
flash geniale: Toby

## La chiave della genialità
- Titolo originale: End Game
- Diretto da:
- Scritto da:

### Trama
Elizabeth crea un terribile T-Rex e con l'MFE lo trasforma in un genio. Il suo piano: organizzare una conferenza stampa per rivelare al mondo il suo genio e cancellare il potere di Toby. Il T-Rex sfugge al controllo e irrompe nella scuola ma Toby, con l'aiuto della sua genialità e del raggio di Elizabeth che miniaturizza e ingigantisce, crea un robot bambola che lo mette ko.
Toby segue Elizabeth nel laboratorio e, con la macchina MFE, crea un programma in grado di farli tornare "normali". Inondati dal raggio luminoso, i due cadono a terra inermi. Al risveglio non possiedono più poteri speciali ma, al ritorno in classe, Elizabeth scopre una misteriosa sequenza di numeri nella sua tasca... Torneranno ad essere geni?
flash geniale: T-Rex